# Tramo Sur Oriente del Ferrocarril del Sur
El Tramo Sur Oriente es uno de los dos ramales del Ferrocarril del Sur que cubre la ruta entre la ciudad de Cusco, Perú, y el distrito de Machu Picchu en la provincia de Urubamba, departamento de Cusco. La vía férrea es propiedad del Estado Peruano concesionada a la empresa Ferrocarril Trasandino y operada por las empresas PeruRail e Inca Rail.

## Historia
En 1907, el diputado cusqueño Benjamín de la Torre presentó un proyecto de ley al Congreso de la República para que se disponga la construcción de un ferrocarril de vía angosta que una la ciudad del Cusco con la hacienda de Santa Ana (actual distrito de Santa Ana en que se encuentra la ciudad de Quillabamba) en la provincia de La Convención cruzando las provincias de Calca y Urubamba. Dicho proyecto dio lugar a la promulgación de la Ley N.º 700 el 10 de diciembre de 1907 por parte del Presidente José Pardo y Barreda. En virtud de lo dispuesto por esta ley, los trabajos de construcción del ferrocarril se iniciaron en 1914 y, mediante la Ley N.º 3073, promulgada por el presidente José Pardo y Barreda en su segundo gobierno, se consignaron en el presupuesto de ese año la cantidad de diez mil libras peruanas para la adquisición de material rodante para este ferrocarril.
En 1920, el tren llegó a la localidad de Huarocondo (kilómetro 46). En 1923 a Páchar y en 1929 a Machu Picchu. Tras varios años, en 1951, llegó a Chaullay y, finalmente, en 1978 llegó a Quillabamba, 71 años después de que se dispuso su construcción. Este ferrocarril funcionó tanto bajo la administración de la Peruvian Corporation. En 1972, durante el Gobierno Revolucionario de la Fuerza Armada se creó la Empresa Nacional de Ferrocarriles del Perú (ENAFER) quien tomó a su cargo la administración de esta ruta. Durante esos años, la línea férrea se convirtió en el principal - y prácticamente único - medio de transporte público entre Cusco, capital del departamento, y Quillabamba.
En 1998, un huayco arrasó gran parte de la plataforma de la vía férrea entre la Hidroeléctrica de Machu Picchu y la localidad de Chaullay cortó la interconexión entre Cusco y Quillabamba. Desde entonces, el recorrido se limitó sólo entre Cusco y Machu Picchu dejando sin efecto el servicio a Quillabamba. El 19 de julio de 1999, la ruta fue entregada en concesión a la empresa Ferrocarril Trasandino. Desde entonces se privilegió únicamente el transporte entre Cusco y Machu Picchu, atendiendo a la demanda turística que visitan las ruinas incas de Machu Picchu, principal destino turístico del Perú. Desde el año 2011 existen dos proveedores del servicio, las empresas PeruRail e Inca Rail.

## Servicios
El recorrido realizado por el Tramo Sur Oriente del Ferrocarril del Sur comprende los siguientes ramales:
- Cusco (San Pedro) - Machu Picchu. El servicio parte desde la estación San Pedro y va directamente hasta la Estación Aguas Calientes en el distrito de Machu Picchu, provincia de Urubamba. Este servicio estuvo suspendido debido a que el paso de la vía férrea dentro de la ciudad del Cusco había ocasionado accidentes. Fue reabierto el 2019 pero, para evitar los reclamos de la población, sólo permite la salida de trenes en horas de la mañana (5 a. m. a 7 a. m.).
- Cusco (Poroy) - Machu Picchu. El servicio parte desde la estación Poroy, en el distrito homónimo de la  provincia del Cusco hasta la Estación Aguas Calientes en el distrito de Machu Picchu, provincia de Urubamba. Este ramal se activó mientras estuvo suspendida la utilización de la estación San Pedro y sigue activo. La empresa PeruRail acondicionó esta estación y ofrece el servicio vehicular entre su oficina en la ciudad del Cusco hasta la estación.
- Urubamba - Machu Picchu. El servicio parte de la estación Urubamba, en la ciudad homónima hasta la Estación Aguas Calientes en el distrito de Machu Picchu, provincia de Urubamba. Este ramal se une al ramal principal en la localidad de Pachar en el distrito de Ollantaytambo, provincia de Urubamba.
- Ollantaytambo - Machu Picchu. El servicio parte de la estación Ollantaytambo, en el pueblo homónimo hasta la Estación Aguas Calientes en el distrito de Machu Picchu, provincia de Urubamba.

## Material rodante

### PeruRail
Autovagones Ferrostaal (2), Autovagones Macosa/MAN (7), Autovagones Zanello (2), Locomotoras ALCo DL535B (5), ALCo DL535M (1), ALCo DL535A, EMD Gr12 (2), Locomotoras San Luis LSL 1400-2 (8).

### Inca Rail
Autovagones Duro Daković (9), Autovagones MAN (Ex Feve-RENFE) (6) y Autovagones LRV-2000 (6).